# Idioma xârâcùù
El idioma Xârâcùù o Kanala es una lengua austronesia hablada mayoritariamente en el área tradicional de Xaracuu, los municipios de Canala, La Foa y Boulouparis, en la Provincia Sur, Nueva Caledonia. Tiene 5.700 hablantes nativos y el estatus de lengua regional de Francia. Este estatus implica que los alumnos podrán realizar una prueba opcional en bachillerato en Nueva Caledonia mismo o en la Francia metropolitana. Como las otras lenguas neocaledonias, el xârâcùù está regulado actualmente por la Académie des langues kanak, fundada oficialmente en 2007.

## Pronunciación

### Consonantes
El xârâcùù tiene 27 consonantes, con las oclusivas prenasalizada típicas de las lenguas oceánicas.
|              |                | Labiales | Labiales | Alveolares | Palatales | Velares | labiovelar |
| ------------ | -------------- | -------- | -------- | ---------- | --------- | ------- | ---------- |
| Oclusivas    | Sordas         | p        | pʷ       | t          |           | k       | kʷ         |
| Oclusivas    | prenasalizadas | ᵐb       | ᵐbʷ      | ⁿd         | ᶮɟ        | ᵑɡ      | ᵑɡʷ        |
| Nasales      | Nasales        | m        | mʷ       | n          | ɲ         | ŋ       |            |
| Fricativas   | Sordas         | f        |          | ʃ          | ç         | x       | xʷ         |
| Fricativas   | Sonora         | v        |          |            |           |         |            |
| Africadas    | Africadas      |          |          | t͡ʃ         |           |         |            |
| Aproximantes | Aproximantes   |          |          |            | j         |         | w          |
| Lateral      | Lateral        |          |          | l          |           |         |            |
| Vibrante     | Vibrante       |          |          | r          |           |         |            |

### Vocales
El xârâcùù tiene 34 vocales: 17 cortas (10 orales y 7 nasales ) que pueden ser alargadas.
|              | Anteriores | ! Centrales | ! Posteriores |
| ------------ | ---------- | ----------- | ------------- |
| Altas        | i ĩ • u ũ  | ɨ ɨ̃         |               |
| Intermedias  | e          |             | ɤ • o         |
| Semiabiertas | ɛ ɛ̃        |             | ʌ ʌ̃ • ɔ ɔ̃     |
| Abiertas     |            |             | ɑ ɑ̃           |

## Escritura
El xârâcùù se escribe con alfabeto latino completado numerosos signos diacríticos y dígrafos, con un total de 61 grafemas. Esta escritura fue desarrollada a principios de los años 1980 por los lingüistas del Laboratorio de Lenguas y Civilizaciones de Tradición Oral (Lacites). Anteriormente los misioneros utilizaron para transcribir la lengua —especialmente para hacer versiones de los Evangelios o el catecismo— la misma escritura que el idioma ajíes .
| Grafema       | a | aa | ä | ää | â  | ââ | b  | bw  | c  | ch | d  |    |     |
| Pronunciación | ɑ | ɑː | ʌ̃ | ʌ̃ː | ɑ̃  | ɑ̃ː | ᵐb | ᵐbʷ | t͡ʃ | ʃ  | ⁿd |    |     |
| Grafema       | e | ee | é | éé | ë  | ëë | è  | èè  | ê  | êê | f  | g  | gw  |
| Pronunciación | ɤ | ɤː | e | eː | ʌ  | ʌː | ɛ  | ɛː  | ɛ̃  | ɛ̃ː | f  | ᵑɡ | ᵑɡʷ |
| Grafema       | i | ii | î | îî | j  | k  | kw | l   | m  | mw | n  | ng | ny  |
| Pronunciación | i | iː | ĩ | ĩː | ᶮɟ | k  | kʷ | l   | m  | mʷ | n  | ŋ  | ɲ   |
| Grafema       | o | oo | ö | öö | ô  | ôô | p  | pw  | r  | s  | t  |    |     |
| Pronunciación | o | oː | ɔ | ɔː | ɔ̃  | ɔ̃ː | p  | pʷ  | r  | ç  | t  |    |     |
| Grafema       | u | uu | ü | üü | ù  | ùù | û  | ûû  | v  | w  | x  | xw | y   |
| Pronunciación | u | uː | ɨ̃ | ɨ̃ː | ɨ  | ɨː | ũ  | ũː  | v  | w  | x  | xʷ | j   |

## Enseñanza
El xârâcùù es enseñado desde los años 1980 a nivel de primaria en la École populaire kanak (EPK) de Canala, única institución de este tipo que todavía existía en 2013, ya que los alumnos pueden continuar los estudios en la enseñanza pública a partir del CM1. La lengua también se ofrece como opción en el programa en la universidad católica privada Francis-Rougé de Thio y en la escuela pública de Canala.